# Calliscelio gracilis
Calliscelio gracilis är en stekelart som först beskrevs av Nixon 1931.  Calliscelio gracilis ingår i släktet Calliscelio och familjen Scelionidae. Inga underarter finns listade.